# Nomenclature des objets situés dans des systèmes planétaires
Ici sont présentées les nomenclatures utilisées pour les objets situés dans des systèmes planétaires, aussi bien les propositions anciennes que celles actuellement en vigueur en passant également par celles utilisées dans les œuvres de fiction.

## Normes pour les objets extrasolaires

### Étoiles multiples
Le nommage normalisé des exoplanètes est une extension de celui utilisé par le Washington Multiplicity Catalog (WMC) pour les systèmes d'étoiles multiples. Nous commencerons donc cette section en discutant brièvement cette norme WMC qui a été adoptée par l'Union astronomique internationale (UAI).
Selon cette norme, le membre le plus brillant d'un système reçoit la lettre « A » majuscule.
Les composants distincts qui ne sont pas compris dans « A » sont nommés « B », « C », etc., en majuscule dans l'ordre de l'alphabet latin de base (26 lettres de A à Z). Les sous-composants sont désignés par un ou plusieurs suffixes ajoutés à celui du sous-système, en commençant par des lettres minuscules (a à z) pour le deuxième niveau hiérarchique puis des nombres pour le troisième. Par exemple, si un système triple est composé de deux étoiles très proches orbitant chacune autour de l'autre avec une troisième étoile plus éloignée orbitant autour de la première paire, les deux étoiles centrales seront considérées comme formant une seule composante du système avec deux sous-composantes. Elles reçoivent alors les désignations « Aa » et « Ab » tandis que la troisième étoile reçoit la désignation « B ». Cette norme n'est pas toujours strictement suivie, pour des raisons historiques. Par exemple, les trois membres du système triple Alpha Centauri sont conventionnellement nommés Alpha Centauri A, B et C alors qu'ils devraient être désignés comme Alpha Centauri Aa, Ab et B respectivement. C'est notamment le cas lorsque la troisième composante est découverte après les deux premières, comme dans le cas d'Alpha Centauri.

### Planètes extrasolaires
Suivant une extension de la norme précédente, le nom d'une exoplanète est normalement formé en ajoutant une lettre minuscule au nom de l'étoile hôte de ladite planète. La première planète découverte se voit attribuer la désignation « b » (la lettre « a » étant réservée à l'étoile) puis les planètes suivantes sont nommées avec les lettres suivantes dans l'ordre alphabétique. Si plusieurs planètes du même système sont découvertes en même temps, la plus proche de l'étoile reçoit la première lettre suivante, et ainsi de suite en s'éloignant de l'étoile.
Par exemple, dans le système 55 Cancri, la première planète, 55 Cancri b, fut découverte en 1996. Deux planètes supplémentaires plus éloignées furent ensuite découvertes simultanément en 2002, la plus proche étant nommée 55 Cancri c et la seconde 55 Cancri d. La découverte d'une quatrième planète, dont l'existence fut plus tard remise en cause, fut ensuite revendiquée en 2004 et nommée 55 Cancri e bien qu'étant plus proche de l'étoile que 55 Cancri b. Enfin, la planète découverte le plus récemment, en 2007, reçut le nom 55 Cancri f bien qu'ayant une orbite se trouvant comprise entre celles de 55 Cancri c et de 55 Cancri d. En août 2012, la lettre la plus haute utilisée est « j », pour la planète non confirmée HD 10180 j. La lettre la plus haute actuellement utilisée pour une planète confirmée est « h », pour HD 10180 h.
Cette désignation en « b », « c », etc. est de fait validée par l'Union astronomique internationale.
Si une planète orbite un membre d'un système binaire, la lettre capitale de l'étoile est alors suivie par une minuscule pour la planète. Plusieurs exemples sont aujourd'hui connus, tels 16 Cygni Bb et HD 178911 Bb. Les planètes en orbite autour de l'étoile primaire (étoile « A ») devraient avoir un « Ab » à la suite du nom du système, comme pour HD 41004 Ab. Cependant, le « A » est parfois omis, en particulier lorsque la seconde étoile a été découverte après la (ou les) planète(s). Par exemple, la première planète découverte autour de l'étoile principale du système binaire Tau Bootis est habituellement appelée simplement Tau Bootis b.
Cette désignation en « Ab », « Bb », etc. est de fait validée par l'Union astronomique internationale.
Si l'étoile hôte est une étoile simple, on peut toujours considérer qu'elle possède un « A » dans sa désignation, bien qu'il ne soit habituellement pas écrit. La première exoplanète trouvée autour d'une telle étoile est alors considérée comme étant un sous-composant secondaire dudit système recevant la désignation « Ab ». Par exemple, 51 Peg Aa est l'étoile hôte du système 51 Peg et la première exoplanète est alors 51 Peg Ab. La plupart des exoplanètes se trouvant dans des systèmes unistellaires, la désignation « A » est généralement absente, ne laissant que la minuscule à la suite du nom du système : 51 Peg b. Le « a » pour l'étoile est généralement omis aussi, désignant ainsi l'étoile par le nom du système, ici par exemple 51 Peg. Ce léger abus est pratiqué par l'Union astronomique internationale elle-même, sur sa page dédiée au nommage des exoplanètes.
Quelques exoplanètes se sont vu attribuer des noms qui ne se conforment pas à la norme précédente. Par exemple, les planètes qui orbitent le pulsar PSR 1257+12 ont été nommées à l'origine avec des capitales commençant par A plutôt qu'avec des minuscules commençant par b. C'est cependant la désignation standard (minuscule commençant par b) qui a été de fait reconnu par l'UAI puisque c'est la forme utilisée pour désigner ces objets lors de la campagne NameExoWorlds.

### Satellites extrasolaires
Pour le moment, l’Union astronomique internationale n’a pas élaboré de nomenclature spécifique pour les exolunes. Certains avancent l’idée d’utiliser la numération romaine. Après la désignation officielle de l’exoplanète figurerait un numéro inscrit en chiffre romain, à l'image de la désignation systématique des satellites des objets du Système solaire (par ex. Mars I pour Phobos, ou Pluton I pour Charon).
Une solution alternative est la proposition faite par Hessman et al. de continuer à utiliser la nomenclature en vigueur pour les étoiles multiples, que ce soit pour planètes, leurs satellites ou tout éventuel niveau supérieur  (voir la section suivante).

### Planètes circumbinaires et proposition de 2010
Hessman et al. firent la remarque que le système implicite utilisé pour les noms d'exoplanètes tombait totalement en échec avec la découverte de planètes circumbinaires. Ils notent que les découvreurs des deux planètes autour de HW Virginis ont essayé de contourner le problème de nommage en les appelant « HW Vir 3 » et « HW Vir 4 », c'est-à-dire comme étant les troisième et quatrième objets – stellaires ou planétaires – découverts dans le système. Ils notent également que les découvreurs des deux planètes autour de NN Serpentis ont été confrontés à de multiples suggestions émanant de diverses sources officielles et choisirent finalement d'utiliser les désignations « NN Ser c » and « NN Ser d ».
La proposition de Hessman et al. commence avec les deux règles suivantes :
Règle 1 : Le nom formel d'une exoplanète est obtenu en ajoutant les suffixes appropriés au nom formel de l'étoile hôte ou du système stellaire. La hiérarchie la plus haute est définie par des lettres haut-de-casse, suivies par des lettres bas-de-casse, suivies par des nombres, etc. L'ordre de nommage au sein d'un niveau hiérarchique est seulement pour l'ordre de découverte. (Cette règle correspond à l'actuelle convention de nommage provisoire WMC.)
Règle 2 : Chaque fois que la désignation de la première lettre capitale est manquante, ceci est interprété comme étant une forme informelle avec un « A » implicite sauf indication contraire explicite. (Cette règle correspond à l'actuel usage de la communauté scientifique pour les planètes autour d'étoiles simples.)
Ils notent que, en suivant ces deux règles, 99 % des noms actuels de planètes autour d'étoiles simples sont conservés comme des formes informelles de la forme provisoire sanctionnée par l'UAI. Ils renommeraient simplement Tau Bootis b officiellement en Tau Bootis Ab, en conservant la forme précédente pour un usage informel (à l'aide de la règle 2 ci-dessus).
Pour faire face aux difficultés liées aux planètes circumbinaires, la proposition contient deux règles supplémentaires :
Règle 3 : Comme une alternative à la nomenclature standard à l'article 1, une relation hiérarchique peut être exprimée par la concaténation des noms du système d'ordre supérieur et en les plaçant entre parenthèses, après quoi le suffixe du système d'ordre inférieur est ajouté.
Règle 4 : En cas de doute (par exemple, si un autre nom n'a pas été clairement défini dans la littérature), la hiérarchie exprimée par la nomenclature devrait correspondre à des (sous-)systèmes dynamiquement distincts dans l'ordre de leur pertinence dynamique . Le choix des niveaux hiérarchiques devrait être fait afin de mettre l'accent sur les relations dynamiques, si elles sont connues.
Ils font valoir que la nouvelle forme utilisant des parenthèses est la meilleure pour les planètes circumbinaires connues et a pour effet souhaitable de donner à ces planètes des "étiquettes" de sous-niveaux hiérarchiques identiques et des noms de composants stellaires qui sont conformes à l'usage pour les étoiles binaires. Ils indiquent que cela ne nécessite le changement de nom complet que de deux systèmes exoplanétaires : les planètes autour HW Virginis serait rebaptisé HW Vir (AB) b et (AB) c tandis que ceux autour NN Serpentis serait rebaptisé NN Ser (AB) b et (AB) c. En outre, les seules planètes circumbinaires connues antérieurement autour de PSR B1620-26 et DP Leonis peuvent presque conserver leurs noms (PSR B1620-26 b et DP Leonis b) comme des formes officieuses informelles de la forme « (AB) b » où la désignation « (AB) » est laissée de côté.
Les découvreurs de la planète circumbinaire autour de Kepler-16 suivirent la proposition de nommage de Hessman et al. lorsqu'il baptisèrent l'objet « Kepler-16 (AB)-b » (normalement Kepler-16 (AB) b sans tiret), ou simplement Kepler-16 b lorsqu'il n'y a aucune ambiguïté.
La forme en « (AB) b » est la forme de fait validée par l'Union astronomique internationale.

### De nouvelles difficultés
À la suite de la récente découverte de PH1 b, de nouvelles difficultés sont apparues. En effet, cette planète tourne autour d'un système binaire faisant lui-même partie d'un système double double nommé KIC 4862625. Les auteurs de l'article annonçant sa découverte ont évité ce problème en la nommant de façon provisoire « PH1 » (Planet Hunters 1), du nom du programme l'ayant découverte. En effet, PH1 tourne autour de la paire KIC 4862625 A (aussi notée KIC 4862625 Aa+Ab ou encore KIC 4862625 Aab, normalement A(ab) de façon plus correcte, pour bien indiquer les deux composantes), composée des étoiles individuelles KIC 4862625 Aa et KIC 4862625 Ab. L'autre paire d'étoiles est nommée KIC 4862625 B (aussi KIC 4862625 Ba+Bb ou KIC 4862625 Bab) et composée de KIC 4862625 Ba et KIC 4862625 Bb. La logique exposée par Hessman et al. plaide en faveur d'un nommage de la forme KIC 4862625 A(ab)2 ou KIC 4862625 (Aa+Ab)2, les chiffres arabes étant l'étape suivante après les lettres minuscules. Cependant cela rompt avec le nom habituel des exoplanètes avec une lettre minuscule en plaçant la planète au même niveau que d'éventuels satellites d'autres planètes ne tournant autour que d'une seule étoile ou d'un système multiple « simple ». Quoi qu'il en soit, on peut remarquer que l'équipe de l'Encyclopédie des planètes extrasolaires l'a déjà nommée de façon systématique KIC 4862625 b, nom on ne peut plus ambigu (autour de quelle(s) composante(s) la planète tourne-t-elle exactement ?) mais évitant le problème sus-mentionné. L'UAI ayant le dernier mot, ce sera à elle de prendre la décision finale attribuant la désignation officielle à la planète.

### Autres systèmes de nommage

#### Autres systèmes «catalogue»
Une autre nomenclature, souvent vue dans les œuvres de science-fiction, utilise les chiffres romains dans l'ordre des positions des planètes de l'étoile. Cela a été inspiré par un ancien système pour nommer les lunes des planètes extérieures, telles que « Jupiter IV » pour Callisto. Mais un tel système n'est pas pratique pour un usage scientifique, puisque de nouvelles planètes peuvent être trouvées plus près de l'étoile, changeant alors tous les chiffres. Cependant, ces chiffres romains semblent être la forme qui sera utilisée pour désigner les satellites de planètes extrasolaires, mais en conservant l'ordre de la numérotation suivant l'ordre de découverte comme pour les planètes ou les lunes de notre propre Système solaire.

#### Noms populaires
Enfin, plusieurs planètes ont reçu de façon non officielle de « vrais » noms à la façon de ce qui se fait dans notre Système solaire : on peut notamment citer Osiris (HD 209458 b), Bellérophon (51 Pegasi b), Zarmina (Gliese 581 g) et Mathusalem (PSR B1620-26 b). Wladimir Lyra, de l'Institut Max-Planck d'astronomie, a proposé des noms provenant pour la plupart de la mythologie gréco-romaine pour les 403 candidates planètes extrasolaires connues en octobre 2009. Cependant l'Union astronomique internationale (UAI) avait annoncé qu'elle n'avait aucun projet d'assigner des noms de ce genre aux planètes extrasolaires, considérant que ce n'est pas pratique.
L'Union astronomique internationale, seul arbitre dans le processus de nomenclature par sa commission 53, ne reconnaît pas les noms donnés aux planètes extrasolaires via des sites marchands.
Elle annonce cependant le 19 août 2013 la décision de donner des noms populaires aux exoplanètes et à leurs lunes, en invitant le public à lui suggérer des noms. De la même façon que pour d'autres objets (satellites, astéroïdes, etc.), l'implication du public pourra se faire soit directement en envoyant un e-mail à l'adresse appropriée soit en participant aux votes organisés. L'UAI considère qu'elle n'a pas le monopole de la nomination des objets célestes mais que néanmoins c'est elle qui prendra la décision finale officielle afin de conserver un nom mondialement reconnu pour les objets en question.
Diverses règles visant à encadrer ces nommages ont été approuvées par le Comité exécutif de l'UAI, à la suite des recommandations du Groupe de travail sur le « nommage public des planètes et des satellites planétaires » du Comité exécutif de l'UAI. Les suggestions individuelles seront examinées au cas par cas. Des règles spécifiques ont également été établies pour les campagnes de nommage, réaffirmant en particulier que pour toute campagne de nommage aucune participation financière d'un quelconque ordre ne doit être invoquée. Les règles de nommages (que ce soit pour les noms proposés par les individus ou par une campagne de nommage) suivent les mêmes règles et restrictions que celles adoptées par l'UAI et le Minor Planet Center pour les objets mineurs du Système solaire, c'est-à-dire :
- En particulier :
  1. 16 caractères ou moins de long,
  2. de préférence en un seul mot,
  3. prononçable (dans autant de langues que possible),
  4. non offensant dans quelque langue ou culture que ce soit,
  5. pas trop similaire aux noms déjà existant pour des objets astronomiques,
- De plus :
  1. les noms d'animaux sont déconseillés,
  2. les noms de nature purement ou principalement commerciale ne sont pas autorisés,
  3. les noms d'individus, lieux ou événements principalement connus pour des activités politiques ou militaires ne sont pas convenables.

L'UAI rappelle que ces désignations doivent respecter la propriété intellectuelle : le découvreur doit donner son accord pour les campagnes de nommage, et les noms proposés doivent être libres de droit. Une fois les procédures de nommage terminées, l'UAI annoncera publiquement les noms adoptés.
Par ailleurs, dans le cas où une désignation scientifique existe déjà pour les objets, ce nouveau nom ne remplace pas celui-ci : le nom « populaire » sera reconnu par l'UAI comme le nom utilisé publiquement approprié pour l'objet, et sera publié en tant que tel, avec les crédits dus à l'organisation ou à l'individu qui l'a proposé. Ce nom public pourra alors être utilisé internationalement aux côtés de ou à la place de la désignation scientifique, définitivement et sans restrictions.
La première campagne visant à assigner des noms populaires aux planètes, NameExoWorlds, est officiellement lancée en 2014.

## Normes pour le système solaire

### Planètes du Système solaire
Les planètes de notre Système solaire, comme toute planète, peuvent parfaitement se voir appliquer les règles précédentes. Le Soleil, ou de façon plus stricte le Système solaire, est désigné par Sol, le nom latin de notre étoile, qui est elle sous-entendue « Sol A » mais généralement appelée elle-même Sol sans ambiguïté puisque notre étoile est, dans l'état actuel de nos connaissances, une étoile solitaire. Les planètes sont alors désignées ainsi (Sol A a, Sol a ou aussi simplement Sol sans aucun doute possible est évidemment le Soleil lui-même, le A étant implicitement sous-entendu ici pour les planètes) :
- Sol b = Mercure ;
- Sol c = Vénus ;
- Sol d = la Terre ;
- Sol e = Mars ;
- Sol f = Jupiter ;
- Sol g = Saturne ;
- Sol h = Uranus ;
- Sol i = Neptune.

Certains désignent également Pluton par Sol j (ex-9e planète) et (136199) Éris par Sol k. Étant donné leur statut actuel, cela constitue de fait un abus ; une désignation plus propre pourrait simplement être respectivement « Sol (134340) » et « Sol (136199) », mais aucune désignation spécifique n'a encore été créée officiellement pour les planètes naines et petits corps en dehors du Système solaire. Les seuls cas potentiels d'objets mineurs se voient donc attribuer en l'état actuel des choses ces mêmes désignations planétaires (voir par exemple PSR B1257+12 e et WD 1145+017 b). À noter aussi que si cette nomenclature avait été établie avant le début du XIXe siècle, le nom générique (la lettre « planétaire ») des corps les plus extérieurs aurait été différent, puisque les quatre premiers astéroïdes (Cérès, aujourd'hui planète naine, Pallas, Junon et Vesta) avaient alors été considérés comme planètes avant la découverte de Neptune, Pluton et Éris, qui auraient alors reçu les désignations Sol m, Sol n et Sol o lors de leurs découvertes respectives.
Concernant le nom de « Sol A » donné au Soleil, on notera qu'un éventuel compagnon stellaire du Soleil se verrait attribuer le nom de « Sol B » s'il était découvert, nom sous lequel il est d'ailleurs parfois déjà désigné. Cependant, un tel compagnon ne semble pas exister.

### Planètes mineures
- Désignation provisoire (actuelle):

Année, deux lettres, (éventuellement) nombre.
- Numérotation définitive et dénomination:

Numéro définitif et (dans un deuxième temps) nom.

### Satellites
- Désignation provisoire (actuelle) :

S/Année, "code" du corps parent (une lettre pour les planètes ; la désignation permanente (numéro) pour les planètes mineures en ayant une ; la désignation provisoire pour les autres planètes mineures), nombre.
- Désignation permanente et nom : numéro du corps parent (si planète mineure), nom du corps parent, nombre romain (incrémentation chronologique pour un corps parent donné) et (dans un deuxième temps) nom.

### Objets interstellaires de passage dans le système solaire
Numérotation commençant par I